# 淖歯
淖 歯（どう し、? - 紀元前283年）は、中国戦国時代の楚の将軍で斉の相国。

## 生涯
頃襄王15年（紀元前284年）、燕の上将軍の楽毅が燕・秦・趙・韓・魏の五国合従軍を率いて、斉に侵攻し済西の戦いで斉軍の主力を壊滅させた。楽毅が勝利し、斉の国都である臨淄を落とし、斉の湣王は莒に逃亡することを余儀なくされた。楚の頃襄王は斉の救済のために淖歯を派遣した。斉の湣王により淖歯は相国に任命されたが、その後湣王を殺した 。1年後、斉の王孫賈ら400人の兵士と民間人によって淖歯は殺された 。